# Campeonato das Nações Africanas de 2022
O Campeonato das Nações Africanas de 2022, também conhecido como CHAN 2022, foi a 7.ª edição do Campeonato das Nações Africanas, torneio bianual organizado pela Confederação Africana de Futebol (CAF) e disputado por seleções africanas cujos jogadores atuam em clubes de futebol do seu próprio país.
A Seleção Senegalesa de Futebol sagrou-se campeã da competição pela primeira vez em sua história após vencer a anfitriã Seleção Argelina de Futebol na grande final por 5–4 na disputa por pênaltis após um empate por 0–0 no tempo regulamentar e na prorrogação.

## Controvérsias

### Adiamento da competição
Originalmente prevista para ocorrer entre 10 de julho e 1 de agosto de 2022, teve seu início adiado por conta da situação da pandemia de COVID-19 na Argélia, que ainda não estava controlada à época. Em razão disso, a Confederação Africana de Futebol decidiu em 10 de setembro de 2022 remarcar o início da competição o ano seguinte, de modo que o torneio ocorrerá entre 13 de janeiro e 4 de fevereiro de 2023 na Argélia.

### Desistência do Marrocos
Em 12 de janeiro de 2023, na véspera do início da competição, a Seleção Marroquina de Futebol comunicou oficialmente à CAF sua desistência em participar da competição após a solicitação feita pela Força Aérea Real Marroquina para adentrar no espaço aéreo argelino ter sido negada pela Força Aérea Argelina, com base na decisão do governo da Argélia em fechar a fronteira aérea entre os dois países após o rompimento das relações diplomáticas com o Marrocos ocorrido em 2012. Diante da impossibilidade da delegação marroquina chegar a tempo em Constantina, cidade-sede onde estão sendo realizadas as partidas entre seleções válidas pelo Grupo C, a Federação Real Marroquina de Futebol decidiu pela desistência em participar do torneio.

## Seleções classificadas
| Seleções            | Regiões          | Participações | Melhor performance                             | Ranking FIFA |
| ------------------- | ---------------- | ------------- | ---------------------------------------------- | ------------ |
| Argélia (país-sede) | Norte da África  | 2.ª vez       | 4.º lugar (2011)                               | 40.º         |
| Marrocos            | Norte da África  | 5.ª vez       | Bicampeão (2018 e 2020)                        | 11.º         |
| Líbia               | Norte da África  | 5.ª vez       | Campeã (2014)                                  | 120.º        |
| Costa do Marfim     | África Ocidental | 5.ª vez       | 3.º lugar (2016)                               | 47.º         |
| Gana                | África Ocidental | 4.ª vez       | Finalista (2009 e 2016)                        | 58.º         |
| Mali                | África Ocidental | 5.ª vez       | Finalista (2016 e 2020)                        | 45.º         |
| Mauritânia          | África Ocidental | 3.ª vez       | Fase de grupos (2014 e 2018)                   | 103.º        |
| Níger               | África Ocidental | 4.ª vez       | Quartas-de-final (2011)                        | 122.º        |
| Senegal             | África Ocidental | 3.ª vez       | 4.º lugar (2009)                               | 19.º         |
| Camarões            | África Central   | 5.ª vez       | 4.º lugar (2020)                               | 33.º         |
| Congo               | África Central   | 4.ª vez       | Quartas-de-final (2018 e 2020)                 | 99.º         |
| RD Congo            | África Central   | 6.ª vez       | Bicampeã (2009 e 2016)                         | 73.º         |
| Etiópia             | África Oriental  | 3.ª vez       | Fase de grupos (2014 e 2016)                   | 138.º        |
| Sudão               | África Oriental  | 3.ª vez       | 3.º lugar (2011)                               | 128.º        |
| Uganda              | África Oriental  | 6.ª vez       | Fase de grupos (2011, 2014, 2016, 2018 e 2020) | 89.º         |
| Angola              | África Austral   | 4.ª vez       | Finalista (2011)                               | 117.º        |
| Madagascar          | África Austral   | 1.ª vez       | Estreante                                      | 102.º        |
| Moçambique          | África Austral   | 2.ª vez       | Fase de grupos (2014)                          | 114.º        |

## Sedes oficiais
| Orão                     | Argel                            | Orão Argel Constantina Annaba | Constantina              | Annaba                     |
| Estádio Olímpico de Orão | Estádio Nelson Mandela de Baraki | Orão Argel Constantina Annaba | Estádio Mohamed Hamlaoui | Estádio 19 de Maio de 1956 |
| Capacidade: 40 143       | Capacidade: 40 784               | Orão Argel Constantina Annaba | Capacidade: 22 986       | Capacidade: 56 000         |
|                          |                                  | Orão Argel Constantina Annaba |                          |                            |

## Sorteio dos grupos
| Pote 1                                                                                   | Pote 2                          | Pote 3                                   | Pote 4                             |
| ---------------------------------------------------------------------------------------- | ------------------------------- | ---------------------------------------- | ---------------------------------- |
| Argélia (país-sede) Marrocos (atual campeão) Mali (atual vice-campeão) Camarões RD Congo | Congo Líbia Uganda Angola Sudão | Níger Costa do Marfim Mauritânia Etiópia | Senegal Gana Moçambique Madagascar |

## Fase de grupos

### Critérios de desempate
As posições ocupadas por cada uma das seleções em seus respectivos grupos correspondem ao número de pontos marcados (3 pontos em caso de vitória, 1 ponto em caso de empate e 0 ponto em caso de derrota). Caso haja empate em número de pontos entre duas ou mais seleções, os seguintes critérios de desempate serão aplicados nessa ordem:
1. Pontuação obtida no confronto direto;
2. Saldo de gols no confronto direto;
3. Número de gols marcados no confronto direto;
4. Saldo de gols total;
5. Número de gols marcados no total;
6. Sorteio.